# Phorcys (Phrygie)
Pour les articles homonymes, voir Phorcys.
Dans la mythologie grecque, Phorcys, fils de Phénops, est avec Ascagne un des meneurs phrygiens à la guerre de Troie. Le pseudo-Apollodore fait de Phorcys le fils d'Arétaon et le frère d'Ascagne.
Combattant aux côtés des Troyens, il est tué par Ajax le grand.

## Sources
- Pseudo-Apollodore, Épitome [détail des éditions] [lire en ligne] (III, 35) ;
- Homère, Iliade [détail des éditions] [lire en ligne] (XVII, 311 et suiv.).